# Villalba de los Barros
Villalba de los Barros est une commune d’Espagne, dans la province de Badajoz, communauté autonome d'Estrémadure.